# Bataille de Vromopigádas
Première invasion ottomane de Magne
La bataille de Vromopigádas de 1770 a lieu lors de la première invasion ottomane du Magne (Grèce) entre les forces ottomanes et les Maniotes (en). Elle se déroule dans la plaine entre les villes de Skoutári et Parasyrós (el) et s'achève par une victoire des Maniotes.

## Contexte
Après la défaite des Vénitiens face à l'Empire ottoman lors de la guerre vénéto-austro-ottomane (1714-1718), le Péloponnèse revient une fois de plus aux mains des Ottomans. Cependant, les Maniotes autonomes, qui avaient refusé d'accepter la souveraineté ottomane lors de la première occupation ottomane du Péloponnèse, refusent à nouveau d'accepter la domination ottomane.
Les Maniotes, par l'intermédiaire d'un agent qu'ils avaient en Russie, commencent à conspirer avec La grande Catherine et le comte Alexeï Orlov. En 1770, des conditions sont convenues et une flotte russe navigue dans la mer Égée et débarque dans le Magne en route pour détruire une flotte ottomane lors de la bataille de Tchesmé. 
Après un succès initial, la révolution d'Orloff se solde par un échec. Des disputes entre Alexeï Orlov, le chef russe, et Ioánnis Mavromichalis, le chef maniote, conduisent à la séparation des armées. L'armée de Ioánnis subit une défaite dévastatrice à Rizómylos (el) en  Messénie contre l'armée ottomane. Pendant ce temps, l'armée russe, qui n'a rien gagné sur le long terme, bat en retraite. Les Ottomans ont, pendant ce temps, lâché des mercenaires albanais musulmans (également appelés Turcalbanais) sur la Grèce. Ils pillent le Péloponnèse où ils massacrent des civils grecs pour se venger des massacres et des destructions de biens que les forces chrétiennes ont commis contre des civils musulmans.
Ils lancent plusieurs incursions dans Magne, mais elles sont toutes repoussées avec de lourdes pertes. Le pacha ottoman du Péloponnèse, Hatzi Osman, rassemble alors une armée de 16 000 hommes et envahit la péninsule. Il avance le long de la côte jusqu'à Skoutári, où il est retardé par une tour garnie de soixante-quinze hommes qui repoussent l'armée ottomane pendant une semaine, jusqu'à ce que la tour soit minée et détruite. 

## Bataille
Pendant ce temps, une force maniote composée de 5 000 hommes et 2 000 femmes se rassemble dans les collines au-dessus de la ville de Parasyros, dans un lieu-dit appelé Trikefali, et se fortifie. Osman, quant à lui, avance avec son armée jusqu'à Agio Pigada (une plaine située entre Parasyros et Skoutari) et de là, il envoie des émissaires demandant la reddition des Maniotes. Cependant, ceux-ci hésitent à renvoyer des émissaires car si la réponse est négative, Osman les fera exécuter. 
Trois vieillards, deux prêtres et un laïc se portent volontaires pour aller au camp turc. Ils sont amenés au pacha et, sans s'incliner, lui demandent ce qu'il veut des Maniotes, pauvres mais épris de liberté. Le pacha exige que les Maniotes donnent, parce qu'ils ont fait alliance avec les ennemis [des Turcs] les Russes et se sont révoltés contre le Sultan, tous leurs fusils, les enfants de dix capitaines comme otages, et paient chaque année la capitation. Les envoyés maniotes répondent que les Maniotes préfèrent mourir que de donner leurs fusils ou leurs enfants, et qu'ils ne peuvent pas payer d'impôts à cause de la pauvreté de leurs terres. Osman, furieux de leur réponse, les fait exécuter et mutiler avant de planter leurs membres sur des pieux.
Lorsque les Maniotes voient le sort de leurs envoyés, ils décident de la manière de vaincre les Ottomans. Pendant la nuit, une force de 3 000 Maniotes déborde les positions ottomanes et s'approchent par l'arrière des Turcs. Pendant ce temps, la force principale des Maniotes attaque les Ottomans pendant qu'ils dorment. Les Ottomans, surpris par cette attaque nocturne, commencent à fuir mais leur retraite est coupée par les Maniotes à l'arrière. Les Turcs restants réussissent à se retirer à Mistra.